# Bothriomyrmex rossi
Bothriomyrmex rossi é uma espécie de inseto do gênero Bothriomyrmex, pertencente à família Formicidae.